# Martinit
Martinit ist ein sehr selten vorkommendes Mineral aus der Mineralklasse der „Silikate und Germanate“ mit der chemischen Zusammensetzung (Na,☐,Ca)12Ca4(Si,S,B)14B2O38(OH,Cl)2F2·4H2O und damit chemisch gesehen ein komplexes, wasserhaltiges Natrium-Calcium-Borosilikat. Strukturell gehört Martinit zu den Schichtsilikaten (Phyllosilikaten). Die in den runden Klammern angegebenen Elemente können sich in der Formel jeweils gegenseitig vertreten (Substitution, Diadochie), stehen jedoch immer im selben Mengenverhältnis zu den anderen Bestandteilen des Minerals.
Martinit kristallisiert im triklinen Kristallsystem und entwickelt dreieckige bis sechseckige, tafelige Kristalle, die meist in Form von rosettenförmigen Mineral-Aggregaten mit einem Durchmesser zwischen 50 Mikrometern bis einem Millimeter angeordnet sind. In reiner Form ist er farblos und durchsichtig. Durch vielfache Lichtbrechung aufgrund von Gitterbaufehlern oder multikristalliner Ausbildung kann er allerdings auch weiß erscheinen und durch Fremdbeimengungen eine violette Farbe annehmen. Seine Strichfarbe ist jedoch immer weiß.

## Etymologie und Geschichte
Erstmals entdeckt wurde Martinit 2001 im Steinbruch „Poudrette“ am Mont Saint-Hilaire in der kanadischen Provinz Québec und beschrieben durch Andrew M. McDonald und George Y. Chao, die das Mineral nach Robert François Martin (* 1941), dem Professor der Geologie an der McGill University und langjährigem Herausgeber des Canadian Mineralogist benannten.
McDonald und Chao reichten ihre Untersuchungsergebnisse sowie den gewählten Namen zur Prüfung bei der International Mineralogical Association (interne Eingangs-Nr. der IMA: 2001-059), die den Martinit 2004 als eigenständige Mineralart anerkannte. Die Publikation des neu entdeckten und anerkannten Minerals folgte 2007 im Canadian Mineralogist.

## Klassifikation
Da der Martinit erst 2004 als eigenständiges Mineral anerkannt wurde, ist er in der seit 2001 veralteten Systematik der Minerale nach Strunz (8. Auflage) nicht aufgeführt.
Im zuletzt 2018 überarbeiteten und aktualisierten Lapis-Mineralienverzeichnis nach Stefan Weiß, das sich aus Rücksicht auf private Sammler und institutionelle Sammlungen allerdings noch nach der alten Form der Systematik von Karl Hugo Strunz in der 8. Auflage richtet, erhielt das Mineral die System- und Mineral-Nr. VIII/H.34-029. In der „Lapis-Systematik“ entspricht dies der Klasse der „Silikate und Germanate“ und dort der Abteilung „Schichtsilikate“, wo Martinit zusammen mit Armstrongit, Cairncrossit, Ellingsenit, Fedorit, Gyrolith, Lalondeit, Minehillit, Orlymanit, Reyerit, Truscottit, Tungusit und Zeophyllit die unbenannte Gruppe VIII/H.34 bildet.
Die von der IMA zuletzt 2009 aktualisierte 9. Auflage der Strunz’schen Mineralsystematik ordnet den Martinit ebenfalls in die Abteilung der „Schichtsilikate (Phyllosilikate)“ ein. Diese ist allerdings weiter unterteilt nach der Struktur der Silikatschichten, so dass das Mineral entsprechend seinem Aufbau in der Unterabteilung „Einfache tetraedrische Netze aus Sechsfach-Ringen, verbunden über oktaedrische Netze oder Bänder“ zu finden ist, wo es zusammen mit Fedorit die unbenannte Gruppe 9.EE.80 bildet.
Auch die vorwiegend im englischen Sprachraum gebräuchliche Systematik der Minerale nach Dana ordnet den Martinit in die Klasse der „Silikate und Germanate“ und dort in die Abteilung der „Schichtsilikate mit kondensierten tetraedrischen Schichten“ ein. Hier ist er zusammen mit Lalondeit in der „Reyeritgruppe (Trikline Untergruppe)“ mit der System-Nr. 73.02.02d innerhalb der Unterabteilung der „Schichtsilikate: Kondensierte Tetraederschichten mit doppelten und einfachen Lagen“ zu finden.

## Kristallstruktur
Martinit kristallisiert triklin in der Raumgruppe P1 (Raumgruppen-Nr. 2) mit den Gitterparametern a = 9,5437(7) Å; b = 9,5349(6) Å; c = 14,0268(10) Å; α = 108,943(1)°; β = 74,154(1)° und γ = 119,780(1)° sowie 2 Formeleinheiten pro Elementarzelle.

## Bildung und Fundorte

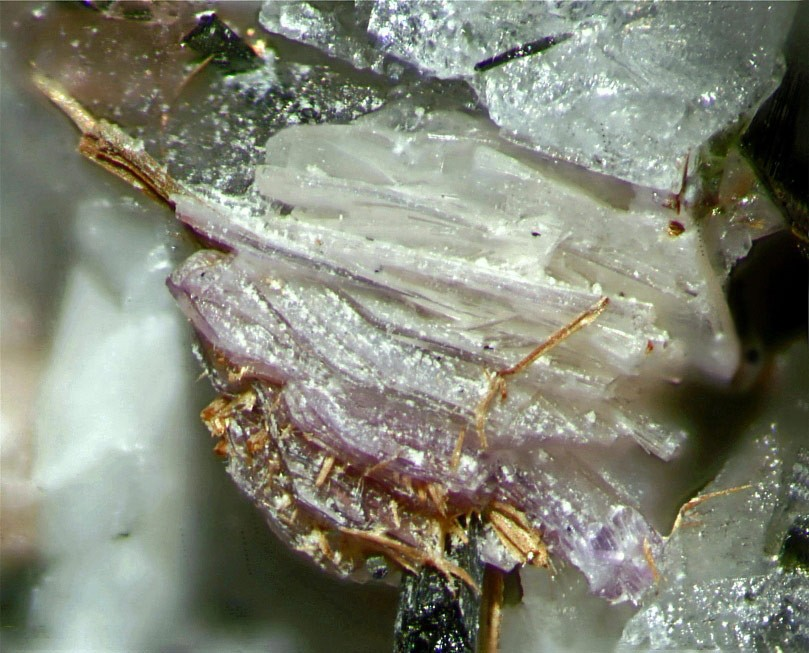
Martinit und möglicherweise Yofortierit (bräunliche Fasern, nicht analysiert) aus dem „Poudrette quarry“, Kanada

Martinit bildet sich durch ein komplexes Zusammenspiel von hoch fraktionierten, hyperagpaitischen Fluiden mit Sodalith-Syenit-Xenolithen. Begleitminerale sind unter anderem Aegirin, Albit, Erdit, Galenit, Langit, Lueshit, Molybdänit, Posnjakit, Rasvumit, Serandit, Sphalerit, Terskit, Ussingit, Villiaumit und Wurtzit.
Außer an seiner Typlokalität „Poudrette“ am Mont Saint-Hilaire in Kanada konnte Martinit bisher nur noch auf der Insel Ascension (Stand: 2023) im Britischen Überseegebiet St. Helena, Ascension und Tristan da Cunha entdeckt werden.